# Nurudea ibofushi
Nurudea ibofushi är en insektsart. Nurudea ibofushi ingår i släktet Nurudea och familjen långrörsbladlöss. Inga underarter finns listade i Catalogue of Life.